# 瀛州洞
瀛州洞（：／ Yeongju dong */?），是大韩民国的行政洞，由釜山广域市中区负责管辖，位于中区北部，下分1洞和2洞，2011年人口15,154。